# Neuhausen/Spree
Neuhausen/Spree là một đô thị thuộc huyện Spree-Neiße, bang Brandenburg, Đức. Đô thị Neuhausen/Spree có diện tích 147 km², dân số thời điểm 31 tháng 12 năm 2006 là 5599 người.

## Người nổi tiếng từ Neuhausen/Spree
- Paul Bronisch, nhà điêu khắc
- Ronny Ziesmer, vận động viên